# Plaine-d'Argenson
Plaine-d'Argenson é uma comuna francesa na região administrativa da Nova Aquitânia, no departamento de Deux-Sèvres. Estende-se por uma área de 44.93 km². Em 2010 a comuna tinha 985 habitantes (densidade: 21,9 hab./km²).
Foi criada em 1 de janeiro de 2018, a partir da fusão das antigas comunas de Prissé-la-Charrière (sede da comuna), Belleville, Boisserolles e Saint-Étienne-la-Cigogne.